# Valea Ungurașului
Valea Ungurașului – wieś w Rumunii, w okręgu Kluż, w gminie Unguraș. W 2011 roku liczyła 222 mieszkańców.